# Gewoon spinragmos
Gewoon spinragmos (Kurzia pauciflora) is een soort uit het geslacht spinragmos (Kurzia).

## Ecologie
Gewoon spinragmos groeit in zure, oligotrofe, natte tot vochtige, venige milieus.

### Syntaxonomie
Gewoon spinragmos staat te boek als kensoort voor de klasse van hoogveenbulten en natte heiden (Oxycocco-Sphagnetea).